# Ailuropoda microta
Ailuropoda microta je nejstarší známý předek současné pandy velké. Zvíře bylo menší než panda, dorůstalo délky přibližně jednoho metru; současné pandy jsou větší než 1,5 m. Stavba nalezených zubů ukazuje, že se již živilo bambusem, stejně jako panda velká. První úplná lebka byla nalezena ve stěně vápencové jeskyně v Čuangské autonomní oblasti v Číně a její stáří je odhadováno na 2 milióny let. Lebka je oproti lebce současné pandy zhruba poloviční, ale tvarem je velmi podobná. To naznačuje, že současná panda patří do zcela odlišné vývojové větve, která se od ostatních medvědovitých oddělila již před více než třemi milióny let.